# Refugiehuis Baudeloo

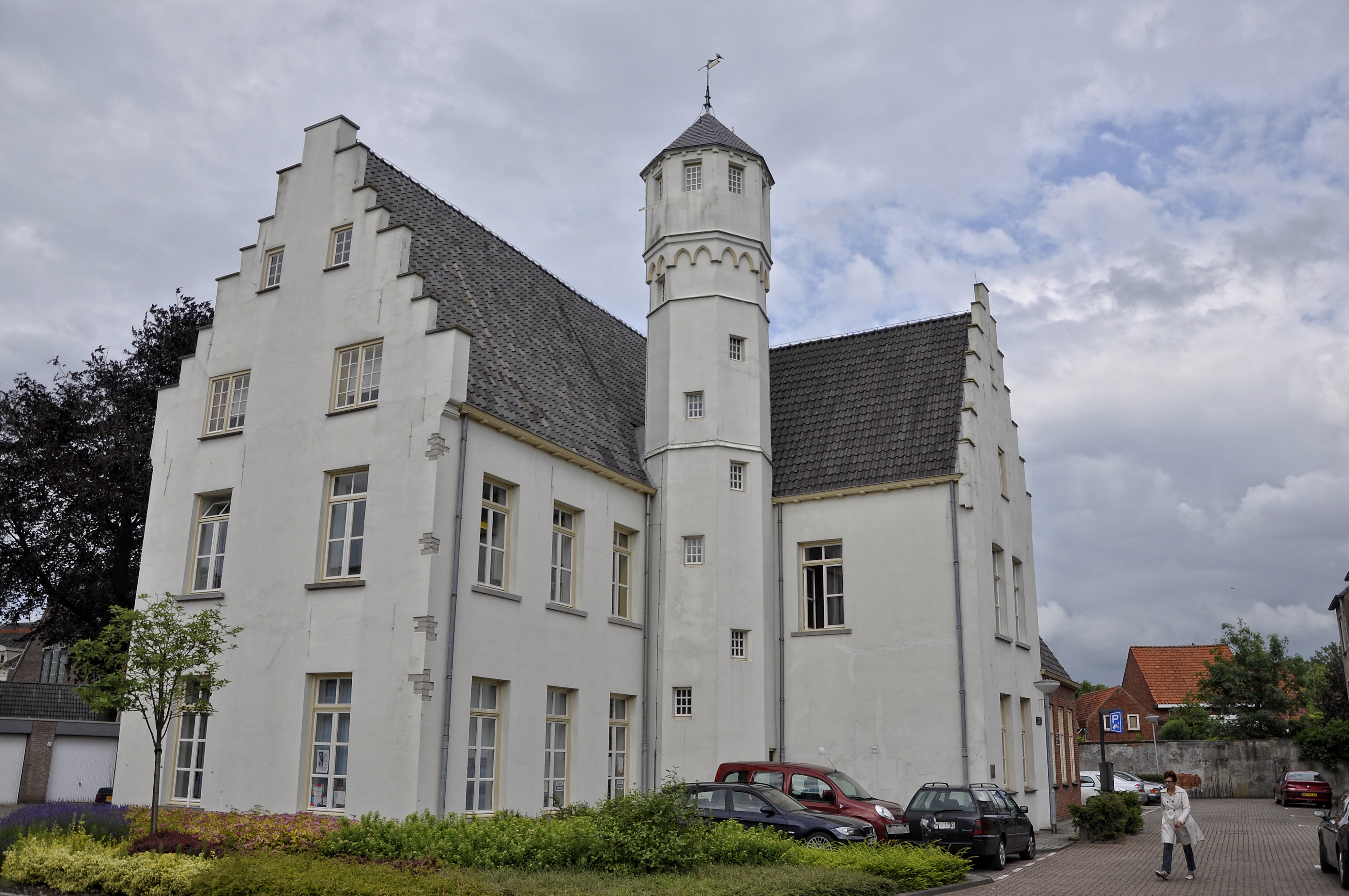
Het refugiehuis Baudeloo

Het Refugiehuis Baudeloo is een refugiehuis of vluchthuis aan Baudeloo 20 in de Nederlandse stad Hulst. Hier vonden de monniken van de abdij van Boudelo een toevlucht in tijden van onrust. De abdij was toen nog in Klein-Sinaai gevestigd. Het is een van de oudste bakstenen gebouwen in Hulst. Vanuit deze abdij, die ook wel bekendstaat in oude spelling als Baudeloo, begonnen de monniken de streek rondom de Schelde in te polderen.
Het is een L-vormig pand met nog authentieke trapgevels en een achtkantig traptorentje in de binnenhoek. Het werd gebouwd in het derde kwart van de 14e eeuw. In vroegere tijden was het door tuinen omgeven. In 1584 werd het een hospitaal. Van einde 17e eeuw tot 1832 was het in handen van de familie Von Raden. Van 1861 tot 1987 verbleven hier franciscanessen, waarna het een muziekschool werd.
Graaf Lodewijk van Male, keizer Karel V en Filips II van Spanje verbleven hier ooit.